# Pac (wrestler)
Benjamin Satterley, meglio conosciuto con il ring name Pac (Newcastle upon Tyne, 22 agosto 1986), è un wrestler britannico, sotto contratto con la All Elite Wrestling.
Satterley è noto per i suoi trascorsi tra il 2012 e il 2018 nella WWE, dove si esibiva come Adrian Neville inizialmente e poi Neville.
In WWE ha detenuto una volta l'NXT Championship, due volte l'NXT Cruiserweight Championship e due volte l'NXT Tag Team Championship (una volta con Corey Graves e una volta con Oliver Grey).

## Carriera

### Circuito indipendente (2004–2006)
Dopo essersi allenato sotto la guida di Dragon Asiu, Satterly fa il suo debutto nel 2005 come Pac. Dopo essere entrato nella One Pro Wrestling, ne diviene il primo campione nel novembre 2006. Perde il titolo contro James Wallace il 30 giugno 2007 in un match iniziato subito dopo che lo stesso PAC aveva difeso il titolo in un Fatal 4-Way. Il 29 dicembre, perde contro Darren Burridge non riuscendo a riconquistare l'alloro.
Nel 2007, partecipa anche ad un tour in Portogallo per la Total Nonstop Action Wrestling combattendo qualche match. Poco dopo, debutta nella Ring of Honor a Liverpool il 3 e 4 marzo, dove fallisce l'assalto al FIP World Heavyweight Championship di Roderick Strong e nel secondo viene sconfitto da Evan Bourne. Il 22 aprile, ad un evento della Chikara, prende parte allo show del Rey de Voladores perdendo un Fatal 4-Way a eliminazione in favore di Chuck Taylor.
Verso la fine di aprile, rappresenta l'Inghilterra nella King of Europe Cup. Sconfigge l'americano Trent Acid al primo round, prima di perdere contro Nigel McGuinness ai quarti di finale.
Nell'agosto dello stesso anno, ritorna nella Chikara per l'International Invaders weekwnd. La prima sera, viene sconfitto da Ricochet e la sera dopo, anche da Claudio Castagnoli. Il 23 agosto, partecipa all'ottavo Ballpark Brawl, dove perde un 6-way elimination match che comprendeva Trent Acid, El Generico, Xtreme, John McChesney e Sterling James Keenan, che vince il match. Il giorno dopo, ad un evento della ROH, perde contro Bryan Danielson e a Manhattan Mayem, perde contro Davey Richards.

### Pro Wrestling Guerrilla (2006–2007)
Il 17 novembre 2006, fa il suo debutto per la Pro Wrestling Guerrilla perdendo contro AJ Styles. La sera dopo, combatte un match con El Generico che è stato candidato a diventare match dell'anno. Dopo qualche mese di assenza, ritorna il 24 febbraio 2007, sconfiggendo Kevin Steen e ottenendo la prima vittoria nella promotion. Successivamente, sfida El Generico con il PWG World Championship in palio, ma perde, e viene sconfitto anche da Kaz Hayashi. Al Dynamite Duumvirate Tag Team Title Tournament del 20 maggio 2007, doveva combattere un match singolo, ma viene chiamato a sostituire Jack Evans come partner di Roderick Strong: i due, a sorpresa, sconfiggono Super Dragon e Davey Richards nel primo round, Naruki Doi e Masato Yoshino nel secondo e i Briscoe Brothers in finale, vincendo il torneo e conquistando i PWG World Tag Team Championship. Difendono i titoli contro Ricky Reyes e Rocky Romero. Dal 15 al 22 luglio, PAC rappresenta la PWG a Wrestle JAM, insieme a El Generico. Il 29 luglio, Pac e Strong perdono i titoli quando Kevin Steen e El Generico glieli strappano in un match a caduta singola. Partecipa poi anche alla Battle of Los Angeles dal 31 agosto al 2 settembre, dove batte Jack Evans al primo round, Claudio Castagnoli al secondo, e perde contro Cima nella semi-finale.

### Dragon Gate (2007–2012)
Dopo aver partecipato alla Battle of Los Angeles, viene invitato dalla Dragon Gate per il Dragon Storm Tour 2007. Sostituisce Evan Bourne dopo il suo passaggio in WWE. Il 15 settembre, vince il wXw World Lightweight Championship sconfiggendo Dragon Kid. Il 25 aprile 2008, perde contro Gamma il primo round per il Dragon Gate Open the Brave Gate Championship. Insieme a Dragon Kid, fallisce l'assalto anche al Twin Gate Championship e, insieme a Kid e Anthony W. Mori, non riesce a vincere il Triangle Gate Championship venendo sconfitti da Gamma, Yamato e Yasushi Kanda.
Nel 2009, si unisce alla WORLD-1. Il 22 marzo, Pac, BxB Hulk e Naoki Tanisaki non riescono a vincere i Triangle Gate Championships perdendo un Triple Treath che comprendeva Dragon Kid, Shingo Takagi e Taku Iwasa e Keni'chiro Arai, Yamato e Yasushi Kanda. I WORLD-1 riescono a vincere i titoli il 7 giugno sconfiggendo Warriors-5. Difendono i titoli il 19 giugno contro Akira Tozawa, Dragon Kid e Taku Iwasa. Il 14 ottobre, perdono i titoli contro Akebono, Fujii e Mochizuki.
Il 7 febbraio 2010, perde contro K-ness un match per l'Open the Brave Gate Championship. Il titolo viene poi reso vacante il 29 agosto 2010 e Pac lo vince sconfiggendo Susumu Yokosuka nella finale di un torneo per la riassegnazione. Nel frattempo, riprova a vincere il Triangle Gate Championship insieme a Susumu Yokosuka e BxB Hulk ma non ci riesce e, dopo questo match, la WORLD-1 si sfascia. Forma una nuova alleanza insieme a BxB Hulk, Yokosuka e Masaaki Mochizuki e, successivamente, insieme a Dragon Kid, vince gli Open the Twin Gate Championship. Perdono i titoli il 17 luglio contro CIMA e Ricochet. Il 19 novembre, dopo 447 giorni di regno, perde il Brave Gate Championship contro Ricochet. Il 9 febbraio 2012, La Junction Three si sfascia dopo aver perso un 14-man Elimination Tag Team Match. Il 4 marzo, riceve una shot per il massimo titolo della Dragon Gate, l'Open the Dream Gate Championship, ma viene sconfitto dal campione CIMA.

### WWE (2012–2018)

#### NXT(2012–2015)

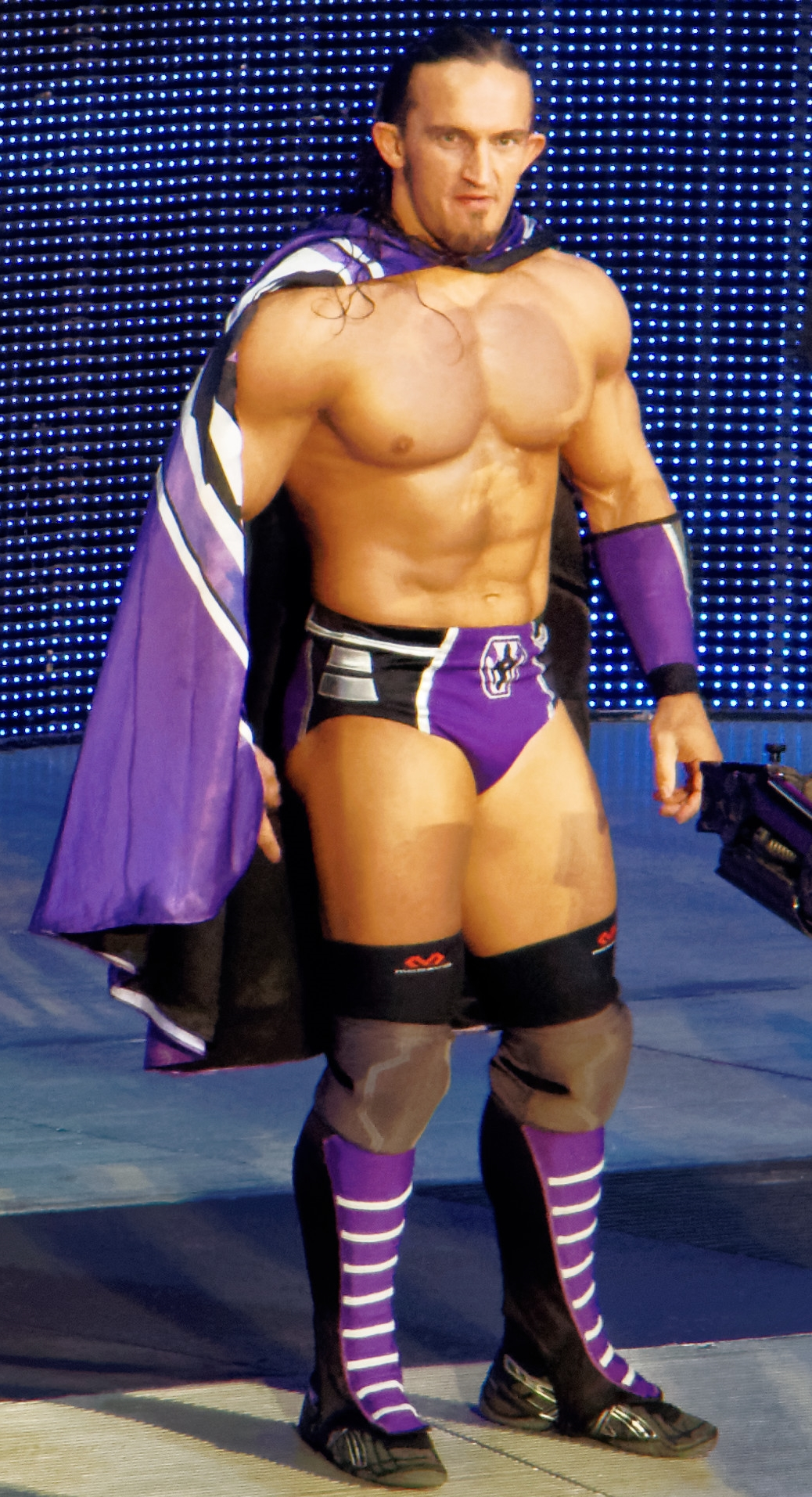
Adrian Neville nel 2015

L'8 luglio 2012, Satterly firma un contratto con la WWE, dove viene mandato nel territorio di sviluppo di NXT. Debutta nello "show giallo-nero" in un 2-on-1 Handicap match, con il ring name di Frances Ramedorian, perdendo il match insieme a Aiden English contro Ryback. Poi adotta il nuovo ring name Adrian Neville, debuttando il 16 gennaio 2013 ad NXT sconfiggendo Sakamoto. Prende parte, insieme ad Oliver Grey, al torneo per decretare i primi detentori dell'NXT Tag Team Championship, e sconfiggono al primo turno Heath Slater e Drew McIntyre. Al Royal Rumble Fan-Axxess, partecipa al torneo fra talenti di NXT nel quale il vincitore avrebbe potuto partecipare alla Royal Rumble stessa, ma non riesce a vincere, dato che il torneo viene infine vinto da Bo Dallas. Il 31 gennaio Grey e Neville riescono poi a vincere l'NXT Tag Team Championship, divenendo i primi campioni, sconfiggendo Erick Rowan e Luke Harper della Wyatt Family. Nell'edizione di NXT trasmessa il 24 aprile, denominata Clash of Champions, Neville sfida Antonio Cesaro con lo United States Championship in palio, ma viene sconfitto. Il 2 maggio Neville e Grey perdono i titoli contro Erick Rowan e Luke Harper, in un match dove Bo Dallas sostituiva l'infortunato Grey (legit). Riconquista poi le cinture insieme a Corey Graves sconfiggendo Harper e Rowan. I due iniziano poi una rivalità contro gli Ascension, perdendo contro i titoli nella puntata del 2 ottobre.
Dopo aver vinto una Beat the Clock Challenge, Neville diventa il primo sfidante all'NXT Championship detenuto da Bo Dallas. Riesce a battere il campione ad NXT Arrival in un Ladder match, diventando così NXT Champion. Difende il titolo anche il 29 maggio, a NXT Takeover, contro Tyson Kidd. L'8 settembre, insieme a Sami Zayn, debutta a Raw, in un tag team match contro Tyson Kidd e Tyler Breeze, incontro vinto da Neville e Zayn, grazie proprio al pin vincente dell'inglese dopo aver eseguito la Red Arrow su Breeze.
Perde il titolo NXT contro Zayn a NXT TakeOver: R Evolution, e, dopo aver perso anche il rematch, partecipa al 1# contender tournament per decretare lo sfidante al titolo NXT. Sconfigge ai quarti di finale Tyson Kidd e in semifinale Baron Corbin. Affronta quindi, uscendo sconfitto dalla contesa, Finn Bálor nella finale del torneo a Special Event NXT TakeOver: RIVAL.  Perde il titolo NXT contro Zayn a NXT TakeOver: R Evolution, e, dopo aver perso anche il rematch, partecipa al 1# contender tournament per decretare lo sfidante al titolo NXT. Sconfigge ai quarti di finale Tyson Kidd e in semifinale Baron Corbin. Affronta quindi, uscendo sconfitto dalla contesa, Finn Bálor nella finale del torneo.

#### Main roster e varie faide (2015–2016)
Nella puntata di Raw del 30 marzo ha debuttato con il nome abbreviato in Neville sconfiggendo Curtis Axel. La settimana successiva a Raw, ha affrontato il WWE World Heavyweight Champion Seth Rollins, venendo sconfitto a causa dell'intervento della J&J Security (Jamie Noble e Joey Mercury). Neville ha fatto il suo debutto in pay-per-view ad Extreme Rules sconfiggendo Bad News Barrett nel Kick-off. Nella puntata di Raw del 27 aprile, ha sconfitto Luke Harper al primo round del torneo King of the Ring. La settimana seguente, ha sconfitto Sheamus avanzando alla finale dove è stato sconfitto da Bad News Barrett. Nella puntata di Raw dell'11 maggio, Neville ha risposto all'open challenge di John Cena per lo United States Championship, in cui ha vinto per squalifica a causa dell'interferenza di Rusev. La faida con Barrett è continuata a Payback, dove Neville lo ha sconfitto per count-out. La sera successiva a Raw, è stato sconfitto da Barrett terminando loro faida.
Dopo il match, Neville è stato attaccato dall'ex rivale Bo Dallas. Neville ha poi sconfitto Dallas a Elimination Chamber. Più tardi nella stessa sera, è stato annunciato come uno dei partecipanti al Money in the Bank ladder match di Money in the Bank. Nella puntata di Raw dell'8 giugno, Neville ha accettato l'open challenge di Kevin Owens per l'NXT Championship, in cui ha perso. All'evento speciale The Beast in the East, Neville ha affrontato Chris Jericho perdendo nell'occasione. Neville ha affrontato Kalisto per lo United States Championship nella puntata di SmackDown del 28 gennaio 2016, ma è stato sconfitto. Durante il match con Chris Jericho nella puntata di Raw del 14 marzo si infortuna alla caviglia.
Con la Draft Lottery avvenuta nella puntata di SmackDown del 19 luglio, Neville è stato trasferito nel roster di Raw. Neville è tornato nella puntata di Raw del 25 luglio dove ha sconfitto Curtis Axel. Nella puntata di Raw dell'8 agosto Neville e Sin Cara hanno sconfitto i Dudley Boyz. Nella puntata di Raw del 15 agosto continua a vincere battendo Jinder Mahal. Il 21 agosto, a SummerSlam, Neville e Sami Zayn hanno sconfitto i Dudley Boyz nel kickoff. Nella puntata di Raw del 22 agosto Finn Bálor ha reso vacante l'Universal Championship vinto la sera prima a SummerSlam e così è stato indetto un Fatal 4-Way match per la successiva puntata di Raw del 28 agosto; Neville ha affrontato Kevin Owens in un match di qualificazione a questo Fatal 4-Way ma, a causa dell'interferenza di Chris Jericho, è stato sconfitto, segnando la sua prima sconfitta dopo il suo ritorno. Il 29 agosto a Raw è stato sconfitto proprio da Jericho. Nella puntata di Superstars del 9 settembre Neville ha sconfitto per la seconda volta Curtis Axel. Sempre a Superstars, il 16 settembre, Neville e Darren Young hanno sconfitto Curtis Axel e Titus O'Neil. Ancora a Superstars, il 30 settembre, Neville ha sconfitto Jinder Mahal. Il 7 ottobre a Superstars Neville ha sconfitto Curtis Axel per la terza volta. Nella puntata di Raw del 10 ottobre Neville e Sami Zayn hanno sconfitto Curtis Axel e Bo Dallas. Nella puntata di Raw del 17 ottobre Neville è stato sconfitto da Bo Dallas. Nella puntata di Superstars del 28 ottobre Neville ha sconfitto Titus O'Neil. Nella puntata di Raw del 31 ottobre Neville ha partecipato ad una Battle Royal per determinare l'ultimo membro del Team Raw per Survivor Series ma è stato eliminato da Braun Strowman. Nella puntata di Superstars dell'11 novembre Neville ha sconfitto Titus O'Neil.

#### Cruiserweight Champion e abbandono (2016–2018)

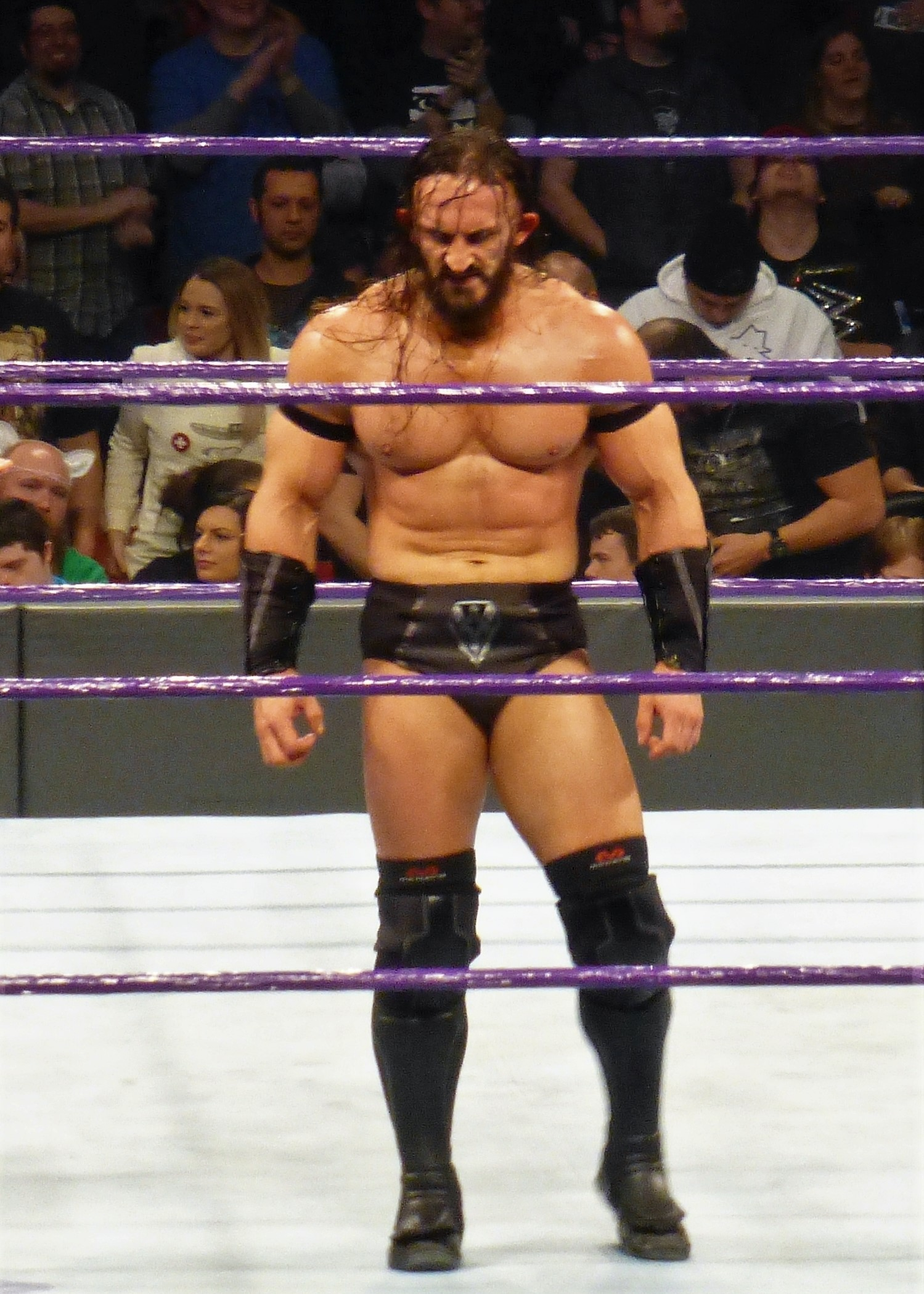
Neville nel 2016

Neville ha fatto il suo ritorno il 18 dicembre 2016 a Roadblock: End of the Line, effettuando un turn heel: è infatti intervenuto alla fine del Triple Treath match valevole per il Cruiserweight Championship tra il campione Rich Swann, Brian Kendrick e T.J. Perkins (vinto da Swann) attaccando lui e Perkins. Nella successiva puntata di Raw del 19 dicembre Neville ha giustificato il suo gesto dicendo di essere lui il vero re della divisione Cruiserweight e che non ha mai accettato la "pietà" delle persone nei suoi confronti; in seguito si è autoproclamato "King of the Cruiserweights" ("re dei pesi leggeri"). Successivamente, Neville e The Brian Kendrick hanno attaccato Rich Swann e TJ Perkins. Nella puntata di 205 Live del 20 dicembre Neville e The Brian Kendrick hanno sconfitto Rich Swann e TJ Perkins. Nella puntata di Raw del 26 dicembre Neville ha sconfitto TJ Perkins e, successivamente, ha attaccato Rich Swann alla fine del suo match vinto contro Ariya Daivari. Nella puntata di 205 Live del 27 dicembre Neville ha sconfitto Rich Swann in un match non titolato. Nella puntata di 205 Live del 3 gennaio 2017 Neville ha sconfitto TJ Perkins.
Il 29 gennaio, alla Royal Rumble, Neville ha sconfitto Rich Swann conquistando il Cruiserweight Championship per la prima volta in carriera. Due giorni più tardi Neville e Noam Dar sono stati sconfitti da Cedric Alexander e Gentleman Jack Gallagher, con il campione che ha abbandonato Dar sul ring, permettendo ad Alexander di schienarlo. Nella puntata di Raw del 6 febbraio Neville, Noam Dar e Tony Nese sono stati sconfitti da Cedric Alexander, Gentleman Jack Gallagher e TJ Perkins; anche in questo caso, Neville ha abbandonato Nese e Dar sul ring, permettendo sempre ad Alexander di schienarlo. Nella puntata di 205 Live del 14 febbraio Neville ha sconfitto TJ Perkins e, nel post match, è stato attaccato da Gentleman Jack Gallagher. Nella puntata di Raw del 27 febbraio Neville e Tony Nese sono stati sconfitti da Gentleman Jack Gallagher e TJ Perkins. Il 5 marzo, a Fastlane, Neville ha difeso con successo il titolo contro Gentleman Jack Gallagher. Nella puntata di Raw del 6 marzo Neville ha difeso con successo il titolo contro Rich Swann. Dopo il match, è stato intervistato da Austin Aries. Irritato, il campione lo provoca, ma viene attaccato da Aries che lo costringe alla ritirata. Nella puntata di 205 Live del 21 marzo Neville ha sconfitto Mustafa Ali. Nella puntata di Raw del 27 marzo Neville ha sconfitto Gentleman Jack Gallagher. Il 2 aprile, nel Kick-off di WrestleMania 33, Neville ha difeso con successo il titolo contro Austin Aries. Nella puntata di Raw del 3 aprile Neville ha sconfitto Mustafa Ali in un match non titolato. Nella puntata di Raw del 24 aprile Neville e TJ Perkins sono stati sconfitti da Austin Aries e Gentleman Jack Gallagher. Nella puntata di 205 Live del 25 aprile Neville ha sconfitto Gentleman Jack Gallagher. Il 30 aprile, a Payback, Neville è stato sconfitto da Austin Aries per squalifica, senza tuttavia il cambio di titolo (che è rimasto a Neville). Nella puntata di Raw del 15 maggio Neville e TJ Perkins hanno sconfitto Austin Aries e Gentleman Jack Gallagher. Nella puntata di Raw del 29 maggio Neville e TJP sono stati sconfitti da Austin Aries e Gentleman Jack Gallagher. Il 4 giugno, ad Extreme Rules, Neville ha difeso con successo il titolo contro Austin Aries in un Submission match.
Nella puntata di 205 Live del 6 giugno Neville ha difeso con successo il titolo contro TJP. Nella puntata di 205 Live del 20 giugno Neville ha sconfitto Rich Swann in un match non titolato. Nella puntata di Raw del 26 giugno Neville ha sconfitto Lince Dorado in un match non titolato. Nella puntata di Raw del 3 luglio Neville ha sconfitto Mustafa Ali in un match non titolato. Nella puntata di 205 Live del 4 luglio Neville ha sconfitto Lince Dorado in un match non titolato. Il 9 luglio, nel Kick-off di Great Balls of Fire, Neville ha difeso con successo il titolo contro Akira Tozawa. Nella puntata di Raw del 10 luglio Neville e Noam Dar sono stati sconfitti da Akira Tozawa e Cedric Alexander. Nella puntata di 205 Live del 25 luglio Neville è stato sconfitto da Ariya Daivari per count-out in un match non titolato. Nella puntata di Raw del 14 agosto Neville ha perso il Cruiserweight Championship a favore di Akira Tozawa dopo 197 giorni di regno. Il 20 agosto, nel Kick-off di Summerslam, Neville ha sconfitto Akira Tozawa riconquistando così il WWE Cruiserweight Championship per la seconda volta. Nella puntata di 205 Live del 22 agosto Neville ha difeso con successo il titolo contro Akira Tozawa. Nella puntata di Raw del 18 settembre Neville ha sconfitto Gran Metalik in un match non titolato. Il 24 settembre, a No Mercy, Neville ha perso il titolo contro Enzo Amore dopo 35 giorni di regno (Amore ha approfittato di una distrazione dell'arbitro per colpire Neville con un colpo basso e schienarlo).
Il 9 ottobre 2017 ha abbandonato senza permesso l'arena dove si sarebbe svolta la settimanale puntata di Raw a causa di alcuni contrasti con la dirigenza riguardo al suo utilizzo. Da quel momento in poi non è più apparso nei programmi della WWE, risultando di fatto inattivo per quasi un anno.
Nell'agosto del 2018 Neville ha rescisso consensualmente il suo contratto con la federazione.

### Ritorno in Dragon Gate (2018–2019)
Dopo aver lasciato la WWE, Satterley è tornato nella Dragon Gate, riprendendo il suo ring name Pac. Il 4 dicembre 2018, all'evento Fantastic Gate, ha battuto Masato Yoshino valido per l'Open the Dream Gate Championship.

### All Elite Wrestling (2019–presente)

#### Varie faide (2019–2022)
Il 25 maggio 2019 avrebbe dovuto affrontare Adam Page nel primo pay-per-view della neonata All Elite Wrestling, ma l'incontro non è stato disputato a causa di divergenze sull'esito dello stesso; i due si sono comunque affrontati una settimana prima dell'evento in uno show della Wrestle Gate Pro, nel corso del quale Pac è stato squalificato dopo aver infortunato il suo avversario ad un ginocchio (kayfabe). Nella prima puntata di, Dynamite, ha sconfitto Page per sottomissione con la Brutalizer. Nel 2020 ha fondato il Death Triangle insieme ai Lucha  Brothers.

## Personaggio

### Mosse finali
- Come Adrian Neville/Neville
  - 450º splash
  - Imploding 450º splash – 2014

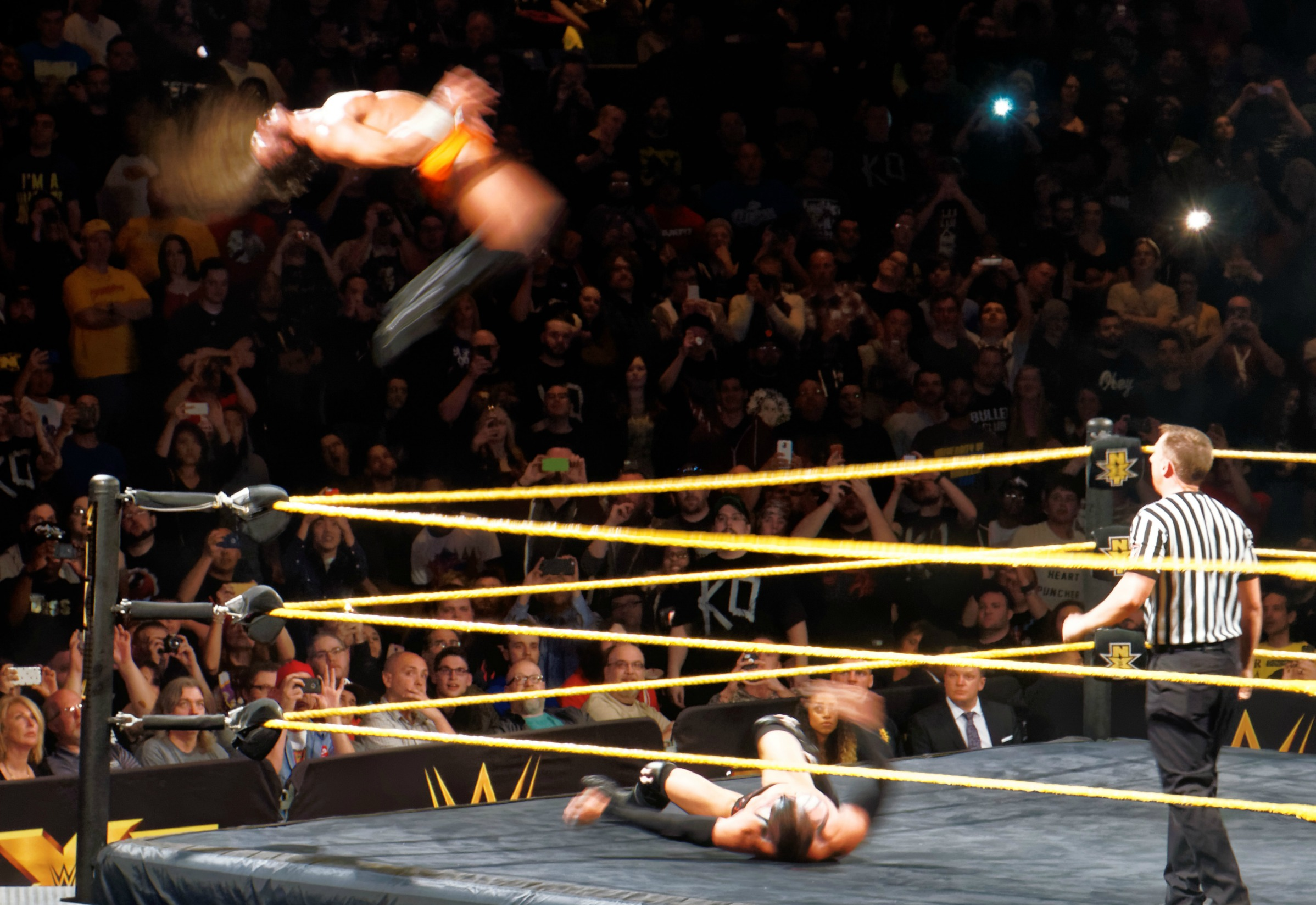
Adrian Neville mentre esegue la Red Arrow su Finn Bálor

  - Red Arrow (Corkscrew shooting star press)
  - Rings of Saturn (Crossface scissored armbar) – 2017
  - Superplex – 2017
- Come Pac
  - 630º senton, a volte durante un corkscrew
  - Black Arrow/British Airways/R.E.D. Arrow (Corkscrew shooting star press)
  - Bridging German suplex
  - Brutalizer (Crossface scissored armbar) – 2017–presente
  - Corkscrew 450º splash
  - Flaming Star Press (imploding 450º splash)
  - Shooting star press
  - Shooting star senton

### Soprannomi
- "The King of the Cruiserweights"[14]
- "The New Sensation"[15]
- "Dragon Gate Ultra Birdman"[16]
- "The Man That Gravity Forgot"[17]
- "The Bastard"

## Titoli e riconoscimenti
- 3 Count Wrestling
  - 3CW Heavyweight Championship (1)
  - 3CW North East Championship (1)

- All Elite Wrestling

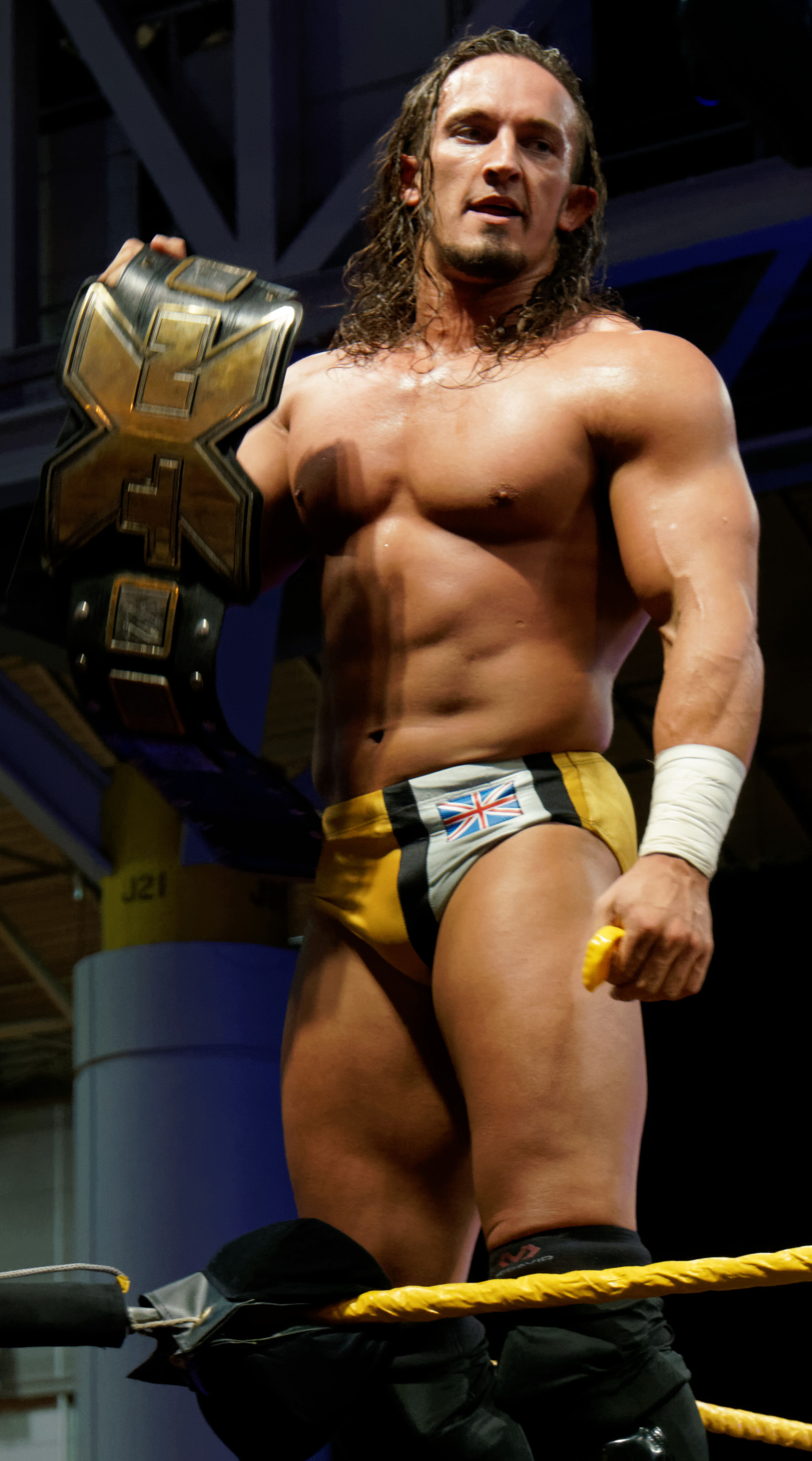
Adrian Neville con l'NXT Championship, titolo che ha detenuto una volta

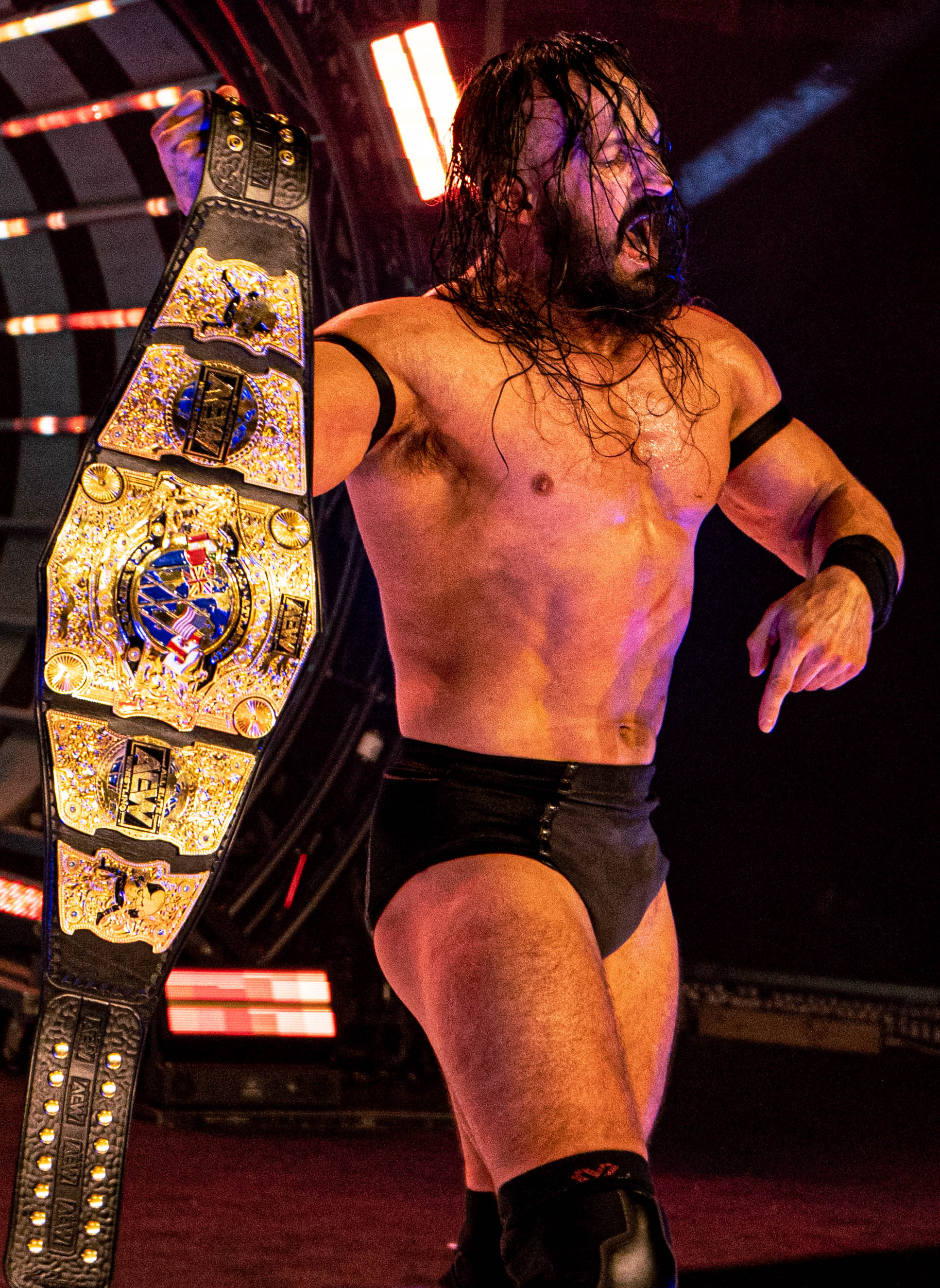
Pac con l'AEW All-Atlantic Championship

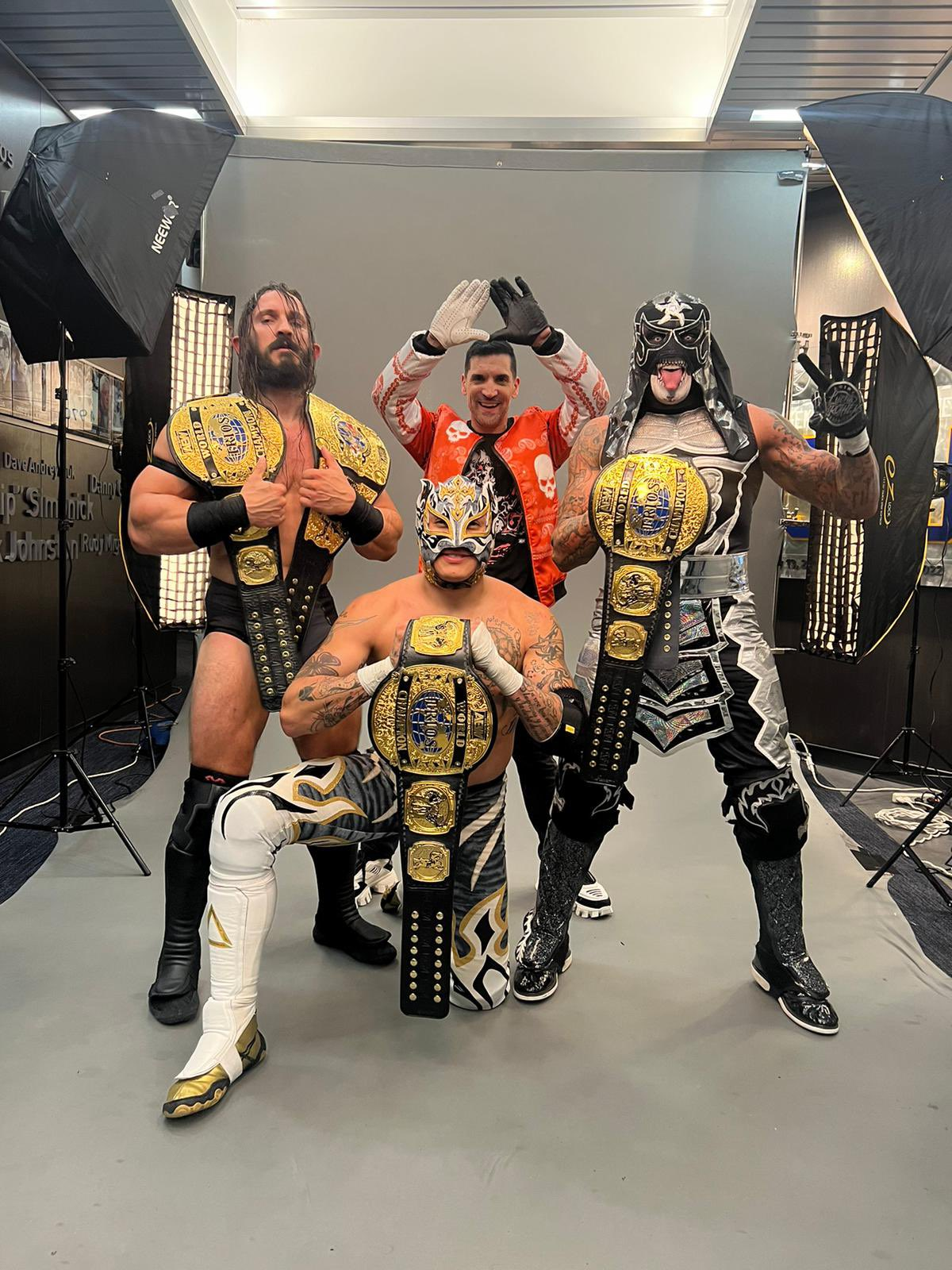
Il Death Triangle con l'AEW World Trios Championship

  - AEW All-Atlantic Championship (1)
  - AEW World Trios Championship (1) – con Rey Fénix e Penta El Zero Miedo
  - AEW All-Atlantic Championship Tournament (2022)
  - Men's Casino Tag Team Royale (2021) – con Rey Fénix

- American Wrestling Rampage
  - AWR No Limits Championship (1)

- Dragon Gate
  - Open the Brave Gate Championship (1)
  - Open the Dream Gate Championship (1)
  - Open the Twin Gate Championship (1) – con Dragon Kid
  - Open the Triangle Gate Championship (3) – con Masato Yoshino e BxB Hulk (1), Naoki Tanisaki e Naruki Doi (1), Masato Yoshino e Naruki Doi (1)

- Dragon Gate USA
  - DGUSA Open the United Gate Championship (1) – con Masato Yoshino

- Frontier Wrestling Alliance
  - FWA Flyweight Championship (1)

- Independent Wrestling Federation
  - IWF Tag Team Championship (1) – con Harry Pain

- One Pro Wrestling
  - 1PW Openweight Championship (1)

- Over the Top Wrestling
  - OTT No Limits Championship (1)

- Pro Wrestling Guerrilla
  - PWG World Tag Team Championship (1) – con Roderick Strong
  - Dynamite Duumvirate Tag Team Title Tournament (2007) – con Roderick Strong

- Pro Wrestling Illustrated
  - 11º tra i 500 migliori wrestler singoli nella PWI 500 (2017)

- Rolling Stone
  - One-Night-Only Face Turn of the Year (2017)

- SoCal Uncensored
  - Match of the Year (2006) - vs. El Generico

- Westside Xtreme Wrestling
  - wXw World Lightweight Championship (2)

- WWE
  - WWE Cruiserweight Championship (2)
  - NXT Tag Team Championship (2) – con Corey Graves (1) e Oliver Grey (1)
  - NXT Championship (1)
  - NXT Tag Team Championship Tournament (2013) – con Oliver Grey
  - Slammy Award (1)
    - Breakout Star of the Year (edizione 2015)

- Wrestle Zone Wrestling
  - wZw Zero-G Championship (1)